# Кантарана
Кантара̀на (на италиански: Cantarana; на пиемонтски: Cantaran-a, Кантаран-а) е село и община в Северна Италия, провинция Асти, регион Пиемонт. Разположено е на 176 m надморска височина. Населението на общината е 1015 души (към 2010 г.).